# Gulskogen (stacja kolejowa)
Gulskogen – stacja kolejowa w Gulskogen, w regionie Buskerud w Norwegii, jest oddalona od Oslo Sentralstasjon o 55,2 km. Jest położona na wysokości 8 m n.p.m.

## Ruch pasażerski
Leży na linii Sørlandsbanen. Jest elementem  kolei aglomeracyjnej w Oslo - w systemie SKM ma numer  450, na stacji również kończy bieg część pociągów linii 400 w godzinach porannych.  Obsługuje Oslo Sentralstasjon, Kongsberg, Asker, Lillestrøm i Eidsvoll. 
| Numer | Stacja początkowa | stacja końcowa |
| ----- | ----------------- | -------------- |
| 400   | Drammen           | Lillestrøm     |
| 450   | Kongsberg         | Eidsvoll       |

Pociągi linii 400 odjeżdżają co pół godziny; na odcinku między Asker a Lysaker jadą trasą Drammenbanen a  między Oslo Sentralstasjon a Lillestrøm jadą trasą Hovedbanen. 
Pociągi linii 450 odjeżdżają co pół godziny w szczycie i co godzinę w pozostałych porach dnia; od Asker jadą trasą Askerbanen a między Oslo a Lillestrøm jadą trasą Gardermobanen.

## Obsługa pasażerów
Poczekalnia, parking na 60 miejsc, automat biletowy, parking dla rowerów, przystanek autobusowy, postój taksówek. Odprawa podróżnych odbywa się w pociągu.